# Maximiliano Pereira
Artikeln följer den spanska namnseden; faderns efternamn är Pereira och moderns efternamn Páez.
Victorio Maximiliano Pereira Páez, känd som Maxi Pereira, född 8 juni 1984 i Montevideo, Uruguay, är en professionell fotbollsspelare (högerback) som spelar för Peñarol.

## Klubblagskarriär
Pereira inledde sin karriär i Defensor Sporting 2002. Under fem år i klubben spelade han 118 ligamatcher och gjorde 25 mål. År 2007 värvades sedan Pereira av Benfica. Under sin första tid i Benfica spelade han mestadels som högermittfältare men blev senare flyttad till en position som högerback. Han slog sig omgående in i laget och spelade de tre första säsongerna 23, 28 respektive 25 ligamatcher. Säsongen 2009–2010 vann Pereiras Benfica den portugisiska ligan.
I februari 2021 värvades Pereira av Peñarol.

### Klubbstatistik
| Klubb | Säsong            | Inhemsk liga      | Inhemsk liga | Inhemsk liga | Nat. täv. | Nat. täv. | Internat. täv. | Internat. täv. | Totalt | Totalt |
| Klubb | Säsong            | Serie             | SM           | Mål          | SM        | Mål       | SM             | Mål            | SM     | Mål    |
| --- | ----------------- | ----------------- | ------------ | ------------ | --------- | --------- | -------------- | -------------- | ------ | ------ |
| Defensor Sporting | 2002              | 1a División       | 5            | 0            | 0         | 0         | 0              | 0              | 5      | 0      |
| Defensor Sporting | 2003              | 1a División       | 19           | 0            | 0         | 0         | 0              | 0              | 19     | 0      |
| Defensor Sporting | 2004              | 1a División       | 34           | 6            | 0         | 0         | 0              | 0              | 34     | 6      |
| Defensor Sporting | 2005              | 1a División       | 37           | 16           | 0         | 0         | 0              | 0              | 37     | 16     |
| Defensor Sporting | 2005–06           | 1a División       | 0            | 0            | 0         | 0         | 0              | 0              | 0      | 0      |
| Defensor Sporting | 2006–07           | 1a División       | 23           | 3            | 0         | 0         | 9              | 1              | 32     | 4      |
| Defensor Sporting | Totalt i klubblag | Totalt i klubblag | 118          | 25           | 0         | 0         | 9              | 1              | 127    | 26     |
| Benfica | 2007–08           | 1a Liga           | 23           | 2            | 5         | 0         | 6+2            | 1+0            | 36     | 3      |
| Benfica | 2008–09           | 1a Liga           | 28           | 1            | 7         | 1         | 6              | 0              | 41     | 2      |
| Benfica | 2009–10           | 1a Liga           | 25           | 2            | 4         | 0         | 8              | 2              | 37     | 4      |
| Benfica | 2010–11           | 1a Liga           | 26           | 0            | 9         | 0         | 6+8            | 0+1            | 49     | 1      |
| Benfica | 2011–12           | 1a Liga           | 25           | 0            | 5         | 1         | 10+4           | 2+0            | 44     | 3      |
| Benfica | 2012–13           | 1a Liga           | 28           | 3            | 5         | 0         | 8+1            | 0+0            | 42     | 3      |
| Benfica | 2013–14           | 1a Liga           | 25           | 0            | 7         | 0         | 11             | 0              | 43     | 0      |
| Benfica | 2014–15           | 1a Liga           | 32           | 5            | 4         | 0         | 6              | 0              | 42     | 5      |
| Benfica | Totalt i klubblag | Totalt i klubblag | 212          | 13           | 46        | 2         | 76             | 6              | 334    | 21     |
| Porto | 2015–16           | 1a Liga           | 32           | 1            | 2         | 0         | 7              | 0              | 41     | 1      |
| Porto | 2016–17           | 1a Liga           | 21           | 1            | 0         | 0         | 5              | 0              | 26     | 1      |
| Porto | 2017–18           | 1a Liga           | 1            | 0            | 0         | 0         | 0              | 0              | 1      | 0      |
| Porto | Totalt i klubblag | Totalt i klubblag | 54           | 2            | 2         | 0         | 12             | 0              | 68     | 2      |
| Antal matcher och mål är korrekt per den 27 augusti 2017 Observera att tabellen saknar statistik i nationella och internationella turneringar för Defensor Sporting. |                   |                   |              |              |           |           |                |                |        |        |

## Landslagskarriär
Pereira debuterade i det uruguayanska landslaget den 26 oktober 2005. Han deltog i sin första stora internationella turnering under Copa América 2007.
Under kvalet till VM 2010 spelade Pereira 15 av Uruguays 20 matcher. Han gjorde sitt första mål i semifinalen mot Nederländerna då han reducerade till 2–3 i matchens 91:a minut.

## Meriter
Klubblag
 Benfica
 Seriesegrare: 2009–10, 2013–14, 2014–15
Portugisiska cupen: 2013–14
Portugisiska Ligacupen: 2008–09, 2009–10, 2010–11, 2011–12, 2013–14, 2014–15
Supertaça Cândido de Oliveira: 2014
Landslag
Copa América: 2011